# Бытувский повет
Бытувский повят (пол. Powiat bytowski, кашуб. Bëtowsczi kréz) — повят (район) в Польше, входит как административная единица в Поморское воеводство. Центр повята — город Бытув. Занимает площадь 2192,81 км². Население — 78 670 человек (на 30 июня 2015 года).

## Административное деление
- города: Бытув, Мястко
- городско-сельские гмины: Гмина Бытув, Гмина Мястко
- сельские гмины: Гмина Божитухом, Гмина Чарна-Домбрувка, Гмина Колчигловы, Гмина Липница, Гмина Пархово, Гмина Студзенице, Гмина Тшебелино, Гмина Тухоме

## Демография
Население повята дано на 30 июня 2015 года.
| Перепись            | Всего  | Мужчины | Женщины |
| ------------------- | ------ | ------- | ------- |
|                     | чел.   | чел.    | чел.    |
| Всего               | 78 670 | 39 201  | 39 469  |
| Городское население | 27 797 | 13 413  | 14 384  |
| Сельское население  | 50 873 | 25 788  | 25 085  |